# Sphericaleyrodes bambusae
Sphericaleyrodes bambusae is een halfvleugelig insect uit de familie witte vliegen (Aleyrodidae), onderfamilie Aleyrodinae.
De wetenschappelijke naam van deze soort is voor het eerst geldig gepubliceerd door Selvakumaran & David in 1996.